# 国民共和同盟 (アルジェリア)
国民共和同盟（国家共和同盟、フランス語: Alliance Nationale Républicaine、略称:ANR）は、アルジェリアの政党。
1995年5月5日、レジャ・マレク元首相によって結成された。国民共和同盟は、しばしば与党アルジェリア民族解放戦線（FLN）の分派と見なされる。同党は強硬な反イスラーム主義政党であり、1995年にイスラーム主義野党が採択したサンテディージオ綱領を非難した。その一方で、後に国民再融和に関する国民投票を支持した。1997年総選挙では20万8379票を獲得した。しかし、2002年総選挙（Algerian legislative election, 2002）はボイコットしている。

## 2007年総選挙
2007年5月、総選挙（Algerian legislative election, 2007）では、国民共和同盟は、2.21パーセント、12万6444票を獲得し、4議席を得た。